# Peter Zumpf
Peter Zumpf (* 3. August 1944 in Baden in Niederösterreich; † 24. Dezember 2003 in Wiener Neustadt) war ein österreichischer Schriftsteller.

## Leben
Peter Zumpf besuchte Schulen in Wiener Neustadt und war beruflich als Baukaufmann in einem Bauunternehmen tätig. Von 1991 bis 2000 arbeitete er im Stadtarchiv Wiener Neustadt. Ab 2001 war er freier Autor und Leiter des merbod-Verlages, welchen er 1987 mit Peter Schuster gründete.
Nach ihm ist die Peter-Zumpf-Gasse in Wiener Neustadt benannt.

## Auszeichnungen
- 1974 Kulturpreis der Stadt Baden
- 1975 Förderpreis des Landes Niederösterreich für Literatur
- 1979 Dramatikerstipendium des Bundesministeriums für Unterricht und Kunst
- 1986 Silberne Stadtwappennadel der Stadt Wiener Neustadt
- 1987 Kulturpreis der Stadt Wiener Neustadt

## Drama
- Hörspiele im ORF
- mit Peter Schuster: Die Stunde der Spieler. 1977 uraufgeführt im Stadttheater Baden (Regie: Walter Davy; Hauptdarsteller: Hilde Wagener, Ernst von Klipstein, Peter Gerhard)[1]

## Publikationen
- mit Peter Schuster: Alltag ohne Alltag. Illustriert von Gotthard Fellerer, Faber, Krems 1970.
- mit Peter Schuster, Erich Sedlak: Am Weg vorbei. Lyrik, Fasching, Wien 1971.
- —, Bernhard H. Kratzig (Ill.): Land und Leute. Ein österreichisches Lesebuch. Satiren. Weilburg-Verlag, Baden bei Wien 1976.
- Klärungen. Gedichte. Grasl, Baden bei Wien 1980, ZDB-ID 565503-1.
- —, Peter Schuster (Hrsg.), Erich Sedlak: Wiener Neustädter Literaturlexikon. Literaturkreis der Autoren (Hrsg.), Januskopf, Wiener Neustadt 1983, ISBN 2-900335-12-5.
- Gesicht einer Stadt. Wiener Neustadt 1900–1945 – 1985. Weilburg-Verlag, Wiener Neustadt 1984, ISBN 3-900100-21-7.
- Berichte zur Lage der Nation. Satiren. Weilburg-Verlag, Wiener Neustadt 1984, ISBN 3-900100-20-9.
- mit Friedrich Bastl: Aus dem wildbewegten Jägerleben des Blasius Wenzel H. Satirischer Roman. Dresel, Wiener Neustadt 1984, ISBN 3-900335-14-4.
- mit Peter Schuster, beide als (Hrsg.): Wiener Neustadt. 1945. Wie es war. Mitarbeiter waren Rudolf Marwan-Schlosser, Karl Flanner, Kurt Ingerl, Erwin Stöcklmayer, Wiener Neustadt 1985, Weilburg-Verlag, ISBN 3-900100-39-X, Reihe Januskopf, ISBN 3-900335-18-4.
- Randgruppen. Erzählungen, Weilburg Verlag, Wiener Neustadt 1986, ISBN 3-900100-45-4.
- Der Wurzelschnitzer vom Koboldjoch. Weilburg Verlag, Wiener Neustadt 1987, ISBN 3-900100-60-8.
- Johannes Nepomuk Fronner, — (Hrsg.), Erwin Stöcklmayer (Mitarb.): Monumenta Novae Civitatis Austriae 1 und 2 und 3. Denkmäler der Neustadt in Österreich, der Inschriften in der kaiserlichen Burg, geweihten Orten, Klöstern, Gebäuden und Friedhöfen. Original 1836 Faksimile, merbod-Verlag, Wiener Neustadt 1989, Band 1, ISBN 3-900844-2, 1990 Band 2, ISBN 3-900844-12-7, 1991 Band 3, ISBN 3-900844-13-5.
- Der Tod in Corned Beef. Western aus dem wilden Grenzland. mit Wörterbuch, merbod-Verlag, Wiener Neustadt 1991, ISBN 3-900844-15-1.
- Schutträumer. Wiener Neustadt 1946. merbod-Verlag, Wiener Neustadt 1996, ISBN 3-900844-43-7.
- Konfrontation. Schutzbund – Heimwehr. Wiener Neustadt 1928. Herausgegeben im Auftrag des Kulturamtes der Statutarstadt Wiener Neustadt, Stadtarchiv Wiener Neustadt, merbod-Verlag, Wiener Neustadt 1998, ISBN 3-900844-47-X.
- — (Hrsg.): Hohe Wand. Schutzhütten – Gaststätten. 1900–1940. Fotoband Sammlung L. Grüner. Album-Verlag für Photographie, Wien 2002, ISBN 3-85164-116-7.
- — (Hrsg.): K.u.k. Theresianische Militärakademie in Wiener Neustadt. (Nur Illustrationen). Teilweise Nachdruck der Ausgabe Levallois-Paris, 1904. Merbod, Wiener Neustadt 2002, ISBN 3-900844-60-7.